# Igor Gennagyjevics Gridnyev
Igor Gennagyjevics Gridnyev (oroszul: Игорь Геннадьевич Гриднев) (Moszkva, 1985. augusztus 11. –) Európa-bajnoki ezüstérmes orosz tőrvívó.